# Peter Mansfield
Sir Peter Mansfield (Londra, 9 ottobre 1933 – Londra, 8 febbraio 2017) è stato un fisico inglese.
Ha ottenuto nel 2003 il premio Nobel per la medicina insieme a Paul C. Lauterbur per le sue scoperte sull'imaging a risonanza magnetica, o MRI (Magnetic Resonance Imaging). È stato professore presso l'Università di Nottingham.
Il contributo di Mansfield consiste nell'aver mostrato come i segnali radio provenienti dall'MRI possono essere matematicamente analizzati, trasformandoli in un'immagine utile a fini diagnostici. Inoltre Mansfield ha scoperto la tecnica di echo-planar imaging, in grado di rendere possibile l'ottenimento veloce di immagini dalla MRI fino al punto da visualizzare immagini in movimento degli organi umani, come per esempio del cuore, e lo sviluppo della risonanza magnetica funzionale.

## Biografia
Mansfield proviene da umili origini, nel sud est di Londra. Ha studiato presso le scuole superiori di Peckham, ma ha lasciato gli studi a 15 anni per lavorare in una tipografia. Ha poi recuperato gli studi secondari nelle scuole serali, per poi ottenere la laurea in fisica (B.Sc.) nel 1959 ed il dottorato di ricerca (Ph.D.) nel 1962 presso l'università Queen Mary, a Londra. Lavora presso il dipartimento di fisica dell'Università di Nottingham dal 1964.
Mansfield è morto a Nottingham l'8 febbraio 2017, all'età di 83 anni.

## Vita privata
Mansfield sposò Jean Margaret Kibble (nata nel 1935) il 1º settembre 1962. Aveva due figlie.